# Естено
Естено (фр. Esténos) насеље је и општина у јужној Француској у региону Миди Пирене, у департману Горња Гарона која припада префектури Сен Годан.
По подацима из 2011. године у општини је живело 184 становника, а густина насељености је износила 53,96 становника/km². Општина се простире на површини од 3,41 km². Налази се на средњој надморској висини од 468 метара (максималној 1.467 m, а минималној 466 m).

## Демографија
| 1962. | 1968. | 1975. | 1982. | 1990. | 1999. | 2011. |
| ----- | ----- | ----- | ----- | ----- | ----- | ----- |
| 172   | 225   | 228   | 193   | 175   | 167   | 184   |

График промене броја становника у току последњих година